# Stanislav Schulhof
Stanislav Schulhof (Horní Bradlo, 12 novembre 1864 – Pardubice, 18 agosto 1919) è stato un poeta ed esperantista ceco con cittadinanza austro-ungarica. Pioniere entusiasta del movimento esperantista nella Repubblica Ceca e fondatore di un circolo esperantista nella città di Pardubice, con i suoi amici fu portatore di una ricca vita culturale in quella città, oltre che giornalista, scrittore e drammaturgo. È considerato il primo poeta lirico in esperanto.

## Biografia
Egli nacque il 12 novembre 1864 nel villaggio di Horní Bradlo, nella regione di Pardubice, figlio di Františka e Abraham Schulhof, secondo di otto fratelli. Suo padre era un venditore di retine per capelli, che esportava principalmente negli Stati Uniti . La famiglia si trasferì negli Stati Uniti, lasciando i due figli adolescenti Leopold e Stanislav nella Repubblica Ceca. Supportato da suo fratello, Stanislav si laureò in medicina generale. Dopo due anni di lavoro come medico nelle città di Dobruška, Česká Kamenice e Breslavia, egli completò gli studi in ambito dentistico ed esercitò la professione di dentista a Pardubice. Sposatosi con Hermina, ebbe tre figli: la figlia adottiva Jarmila, Jaroslav e Zdena.

## Vita sociale e letteraria a Pardubice
Il dr. Schulhof era un uomo di grande talento, straordinariamente ambizioso, un filantropo e un patriota. Apparteneva al trio dei principali medici ebrei di Pardubice che si unirono alla nazionalità ceca: il dottor Vohryzek, il dottor Thein e il dottor Schulhof. 
Oltre all'esperanto, egli parlava francese e cinese. Egli stesso in seguito imparò l'inglese e dopo un solo anno iniziò a tradurre dall'inglese all'esperanto. Durante la prima guerra mondiale imparò anche il turco, perché tra i suoi pazienti c'erano molti turchi. 
Egli fu attivo anche in altri campi, e tra l'altro fu giornalista, montatore, scrittore, autore teatrale e poeta. Nel giugno del 1903 il suo spettacolo in lingua ceca "Dot" fu presentato con grande successo. Sfortunatamente l'opera e anche il suo manoscritto furono persi. 
Negli anni dal 1908 al 1912 Schulhof scrisse numerosi articoli per i giornali cechi Rozvos, Východ e Obzor sui denti e sulla loro cura, oltre a vari opuscoli e bibliografie. Nella raccolta della rivista Osvěta dell'anno 1912 si trovano più di 50 articoli sul movimento esperantista. 
I suoi articoli sono anche apparsi in molti giornali esperantisti, ad esempio nella Bohema Revuo Esperantista, su La Ondo de Esperanto, sull'inglese The British Esperantist, su Pola Esperantisto e su Lingvo internacia. Spesso tenne conferenze in vari circoli esperantisti. Gusta Kordová, un'insegnante di lingue, allora segretaria del circolo di Pardubice, lo elogiò come eminente oratore. Con lei il dr. Schulhof partecipò all'ottavo Congresso Universale di esperanto a Cracovia nel 1912 e il nono Congresso Universale a Berna nel 1913, dove essi incontrarono personalmente Ludwik Lejzer Zamenhof. 
Tra i molti amici con cui il dr. Schulhof si incontrava e con cui corrispondeva spesso c'era anche il dr. Fousek, avvocato e noto esperantista di Přelouč. Nella loro corrispondenza si può seguire la situazione del movimento esperantista durante la prima guerra mondiale, in particolare nella regione di Pardubice, a Praga e Pilzen. 
Il dottor Stanislav Schulhof morì a Pardubice (o a Praga) il 18 agosto 1919 e fu qui sepolto in un cimitero ebraico accanto alla tomba del suo amico di vecchia data, il dottor Vohryzek. 

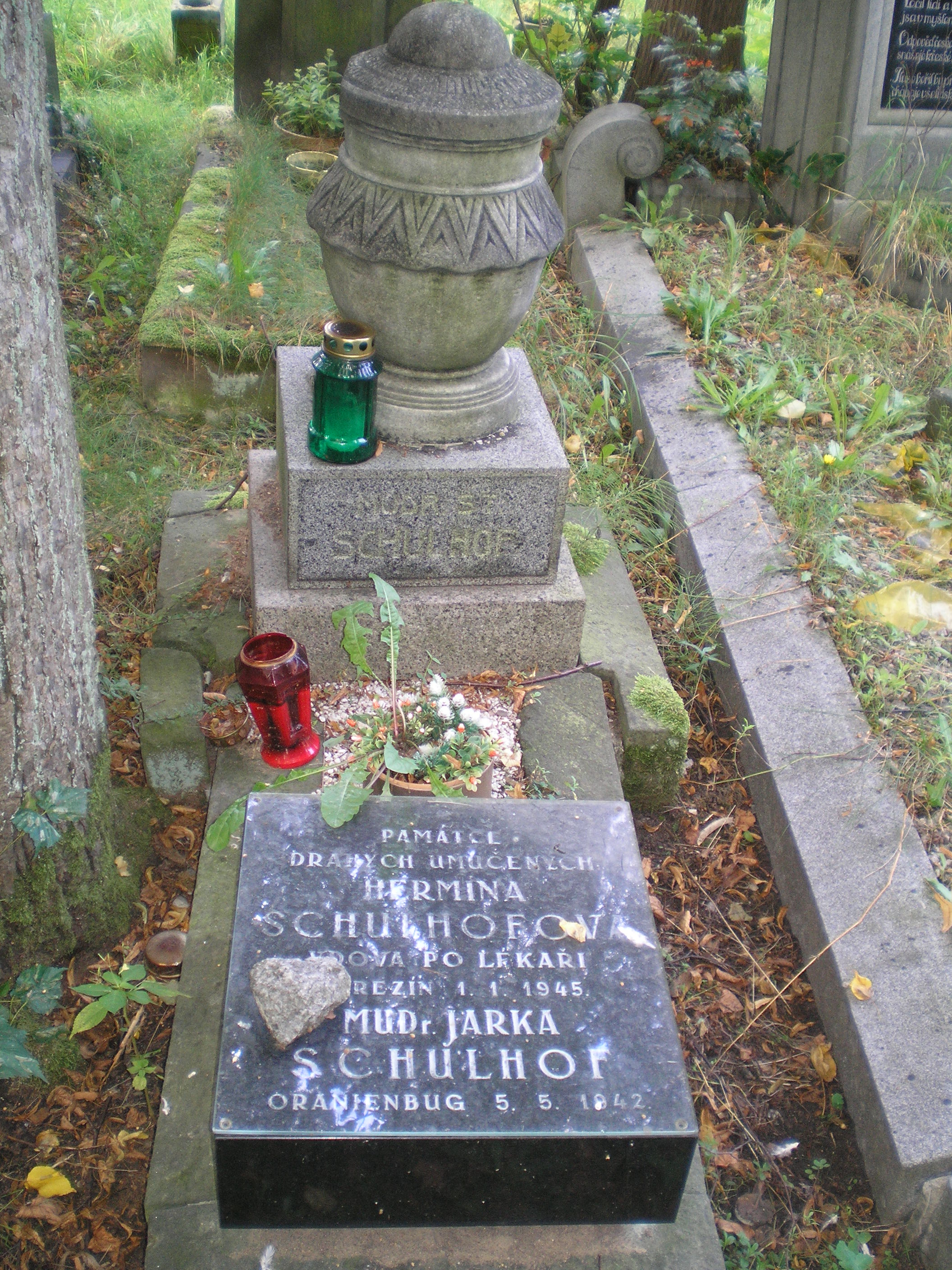
Tomba del dr. Schulhof a Pardubice

## Opere
Le principali poesie originali in esperanto del dr. Schulhof, ampiamente apprezzate, apparvero negli anni 1911-1912. Il primo, Per espero al despero ("Attraverso la speranza alla disperazione"), dedicato al ricordo dei genitori, è pieno di rimpianto e della ferma convinzione e speranza che l'esperanto vincerà. La seconda raccolta di poesie, Kion la vivo alportis ("Cosa portò la vita"), è dedicata alla memoria del primo sostenitore ceco e internazionale di un linguaggio artificiale facile, Jan Amos Komenský (Comenius). La terza raccolta si chiama Aŭtunaj floroj ("Fiori d'autunno") ed è dedicato all'autore della lingua esperanto LL Zamenhof, ammirando la forza, il potere e il fascino della lingua. Tutte le poesie dell'autore sono piacevoli e ben declamabili. Dal momento della loro apparizione fino ad ora esse dimostrano la capacità dell'esperanto di servire come lingua-ponte per l'intera Europa e per il mondo. Solo dopo la morte del poeta, nel 1920, apparve l'opuscolo Bohemaj grenatoj ("Granati boemi"), che contiene eccezionali traduzioni di 30 poesie di 16 poeti cechi (Vrchlický, Březina, Bezruč, Neruda, Borovský, Machar e altri). Solo nell'anno 1997 il circolo esperantista di Pardubice pubblicò una raccolta di poesie chiamata Sardinky ("Sardine"). Schulhof intendeva lasciare queste poesie inedite e senza nome, come sardine conservate per i lettori futuri. Questo è il motivo per cui i membri del circolo hanno dato alla collezione questo insolito nome. Nelle poesie in esperanto e in ceco del dr. Schulhof c'è molto sentimento e un grande desiderio di aiutare le persone bisognose e oppresse, un forte e giusto incitamento nel caso di tradimento della patria e della nazione.  
Oltre alle poesie, Schulhof pubblicò anche molti articoli di propaganda. Il Circolo degli esperantisti di Pardubice porta il nome del suo fondatore e famoso poeta. Un particolare merito per la conservazione delle opere e delle memorie del dr. Schulhof ha la ex presidente del circolo Jarmila Rýznarová.

## Sorte crudele
Tutta la famiglia del dr. Schulhof è stata perseguitata durante la seconda guerra mondiale . Suo figlio Jaroslav, dentista e talentuoso musicista, fu torturato a morte nel maggio del 1942 in un campo di concentramento. Lo stesso destino ebbe anche la moglie del dr. Schulhof, la signora Hermína, che dal 1942 fino alla sua morte, nel gennaio del 1945, visse nel ghetto di Terezín . La loro casa, dove furono depositati i resti letterari del dr. Schulhof, fu distrutta da una bomba durante il primo attacco aereo su Pardubice. Pertanto molte opere manoscritte da lui sono andate perdute. Secondo la corrispondenza del dr. Schulhof, almeno due raccolte di poesie in esperanto erano pronte per la pubblicazione: De profundis e Floroj kaj burĝonoj ("Fiori e gemme"). 
Tutta la famiglia imparò l'esperanto dal padre. La figlia maggiore Jarmila, dentista, più volte declamava in esperanto poesie scritte o tradotte da suo padre. Sua figlia Zdena partecipava volentieri agli incontri esperantisti.